# آرچیبالد آرمار مونتگومری-ماسینگبرد
آرچیبالد آرمار مونتگومری-ماسینگبرد (انگلیسی: Archibald Montgomery-Massingberd; ۶ دسامبر ۱۸۷۱ – ۱۳ اکتبر ۱۹۴۷) فرد نظامی اهل بریتانیا بود. وی همچنین برندهٔ جوایزی همچون نشان حمام شده‌است.
یک افسر ارشد ارتش بریتانیا بود که از سال ۱۹۳۳ تا ۱۹۳۶ به عنوان رئیس ستاد کل امپراتوری خدمت کرد. او در جنگ دوم بوئر و جنگ جهانی اول خدمت کرد و بعداً نیروی محرکه تشکیل یک "لشکر متحرک" دائمی، پیشگام لشکر اول زرهی، بود.